# Georg Muffat
Georg Muffat (Megève, 1 de junho de 1653 – Passau, 23 de fevereiro de 1704) foi um compositor do período do barroco.

## Biografia
Muffat nasceu em Megève, Saboia (hoje território francês), considerado alemão, embora ascendência escocesa e de Saboia. Ele estudou em Paris com Jean-Baptiste Lully entre 1663 e 1669, tornou-se um organista em Molsheim e Sélestat. Ele foi o pai de Gottlieb Muffat.

## Obras
- Sonatas para diversos instrumentos (armonico tributo 1682);
- Suítes orquestrais (florilegium primum & secundum 1695);
- 12 Concertos grosso (auserlesene... instrumental Musik 1701) reutilizando algumas temáticas de armonico tributo
- 12 Toccatas para órgão e outras peças: passacaglia, chacona, ária com variações (apparatus musico-organisticus 1690);
- Algumas partituras para cravo, mantidas em manuscrito;
- Alguns trabalhos religiosos (notavelmente três missas, Salve Regina, etc.) dos quais somente a Missa in labore requies foi preservada.

## Gravações
- Armonico Tributo por Les Muffatti (Ramée RAM0502)
- 12 Concerti Grossi 1701 Musica Aeterna Bratislava (Naxos Records 8.555096, 8.555743)